# Processador de banda base

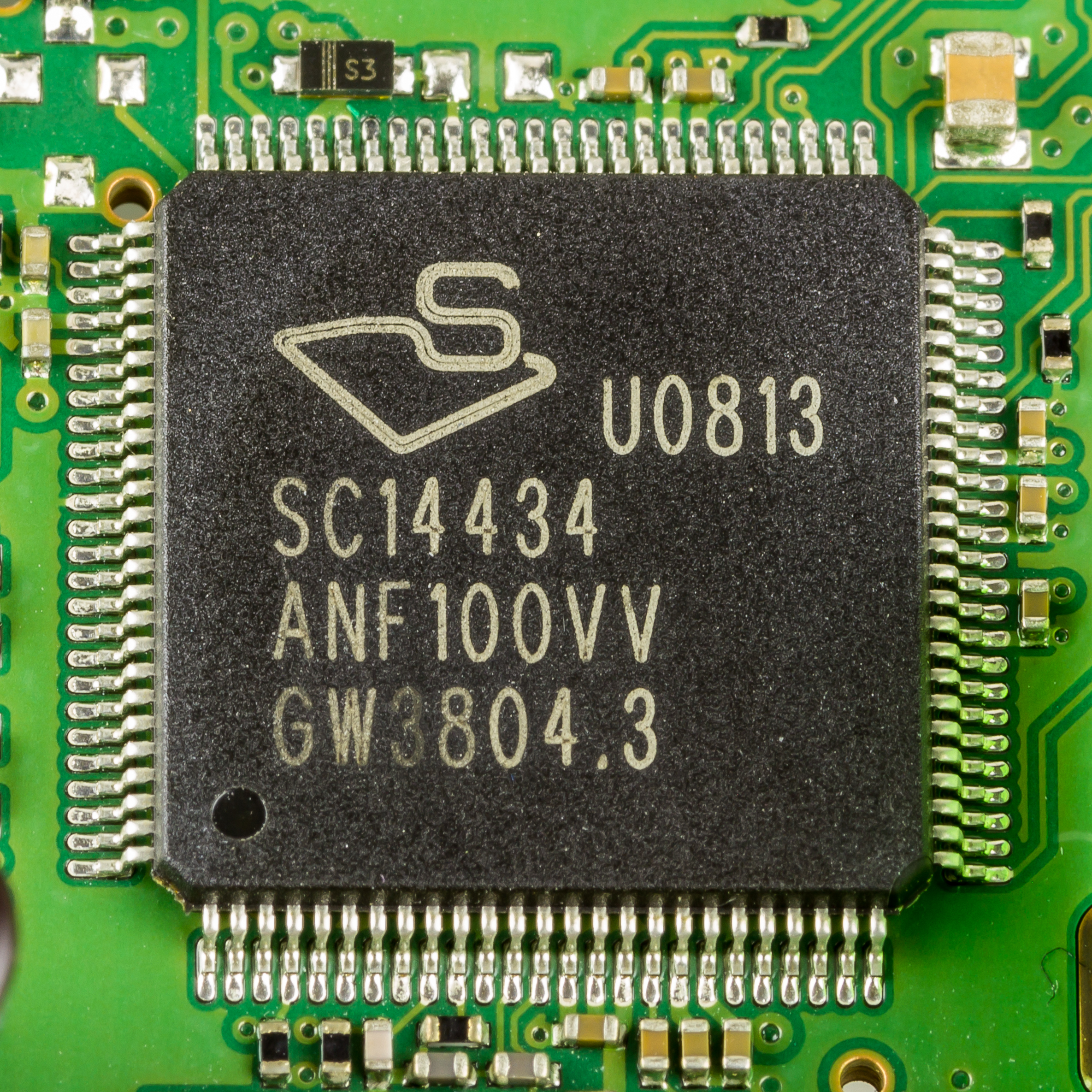
Processador de banda base SiTel SC14434

Um processador de banda base (também conhecido como processador de rádio de banda base), do inglês baseband processor e baseband radio processor (BP ou BBP), é um dispositivo (um chip ou parte de um chip) em uma interface de rede que gerencia todas as funções de rádio (todas as funções que requerem uma antena). No entanto, esse termo geralmente não é usado em referência a rádios Wi-Fi e Bluetooth. Um processador de banda base normalmente usa sua própria RAM e firmware. São tipicamente fabricados usando a tecnologia CMOS (metal-óxido-semicondutor complementar) ou a tecnologia RF CMOS, e são amplamente utilizados em radiofrequência (RF) e comunicações sem fio.

## Visão geral
Os processadores de banda base normalmente executam um sistema operacional em tempo real (RTOS) como seu firmware, como o OSE da ENEA, o Nucleus RTOS (iPhone 3G/3GS/iPad), o ThreadX (iPhone 4) e o VRTX. Existem mais do que alguns fabricantes significativos de processadores de banda base, incluindo Broadcom, Icera, Intel Mobile Communications (antiga divisão sem fio Infineon), MediaTek, Qualcomm, Spreadtrum e ST-Ericsson.
A lógica de separar o processador de banda base do processador principal (conhecido como PA ou processador de aplicativos) é triplo:
Desempenho do rádio
As funções de controle do rádio (modulação de sinal, codificação, mudança de frequência de rádio etc.) dependem muito do tempo e requerem um sistema operacional em tempo real.
Legal
Algumas autoridades (por exemplo, a Federal Communications Commission (FCC) dos EUA) exigem que toda a pilha de software em execução em um dispositivo que se comunica com a rede celular seja certificada. Separar o PB em um componente diferente permite reutilizá-los sem ter que certificar o PA completo.
Confiabilidade do rádio
A separação da PB em um componente diferente garante a operação adequada do rádio, permitindo alterações no aplicativo e no SO.

## Questões de segurança
Como o software que roda nos processadores de banda base geralmente é proprietário, é impossível executar uma auditoria de código independente. Ao fazer engenharia reversa de alguns dos chips de banda base, os pesquisadores descobriram vulnerabilidades de segurança que poderiam ser usadas para acessar e modificar dados remotamente no telefone.[3][4] Em março de 2014, os fabricantes do derivativo Android grátis Replicant anunciaram que encontraram um backdoor no software de banda base dos telefones Samsung Galaxy que permite acesso remoto aos dados do usuário armazenados no telefone.